# Jodey Arrington
Jodey Cook Arrington [ˈærɪŋtən], född 9 mars 1972, är en amerikansk republikansk politiker. Han är ledamot av USA:s representanthus sedan 2017.
Arrington avlade 1994 kandidatexamen och 1997 masterexamen vid Texas Tech University. År 2001 tjänstgjorde han som medarbetare åt president George W. Bush i Vita huset.
Han är gift med Anne. Han har tre barn.